# The International Association of Fuzhou Corporation
The International Association of Fuzhou Corporation is een internationale koepelorganisatie van alle Fuzhouse geboortestreekverenigingen in de wereld. Het heeft totaal zesenveertig verenigingen als lid. Samen omvatten ze ongeveer drie miljoen leden wereldwijd die hun jiaxiang in Fuzhou hebben. De leden komen uit honderdzeven landen/regio's/streken. Om de twee jaar wordt de grote vergadering georganiseerd, waarbij bestuursleden uit allerlei landen bijeenkomen. Sinds 2004 is er besloten om het de veranderen van twee jaar naar drie jaar.
De standpunten van de koepelorganisatie zijn: het onderhouden van vriendschap tussen de streekgenoten wereldwijd en het behouden van de Fuzhounese cultuur.
The International Association of Fuzhou Corporation werd in juli 1988 opgericht in Singapore door voorzitter Ling (林) van de Singapore Foochow Association (新加坡福州會館). In september werd een grote bijeenkomst gehouden. Daarbij waren tweeëntwintig Fuzhouse verenigingen aanwezig. Twee jaar later werd de eerste grote vergadering gehouden in Singapore. Daarbij werd ook het 80-jarige jubileum van de Singapore Foochow Association gevierd.